# Deflation (Mathematik)
 Deflation bezeichnet eine Technik aus der numerischen Mathematik, mit der eine Matrix {\displaystyle A\in \mathbb {C} ^{n\times n}} in Blockdreiecksform gebracht wird, so dass das Spektrum von {\displaystyle A} gerade die Vereinigung der Spektren der Diagonalblöcke ist.

## Deflationsprinzip
Sei {\displaystyle F\in \operatorname {End} (V)} ein Endomorphismus und {\displaystyle A\in \mathbb {C} ^{n\times n}} die zugehörige Abbildungsmatrix. Durch Basiswechsel kann diese Matrix in eine Matrix {\displaystyle B} der Form
{\displaystyle B\colon {=}{\begin{pmatrix}B_{11}&B_{12}\\0&B_{22}\end{pmatrix}}}
mit {\displaystyle B_{ii}\in \mathbb {C} ^{k_{i}\times k_{i}}} für {\displaystyle i\in \{1,2\}} und {\displaystyle k_{1}+k_{2}=n} transformiert werden. Für die Spektren {\displaystyle \sigma (B_{ii})} gilt
{\displaystyle \sigma (A)=\sigma (B_{11})\cup \sigma (B_{22}).}
Anstelle des {\displaystyle (n\times n)}-Eigenwertproblems {\displaystyle Ax=\lambda x} kann man also die zwei kleineren Eigenwertprobleme 
{\displaystyle B_{ii}y=\lambda y,\quad i=1,2}
lösen. Diese Methode kann man iterativ fortsetzen.

## Deflation durch Ähnlichkeitstransformation

### Theoretische Grundlage
Sei {\displaystyle A\in \mathbb {C} ^{n\times n}} eine quadratische Matrix und {\displaystyle (\lambda ,v)} ein Eigenpaar von {\displaystyle A} bestehend aus dem Eigenwert {\displaystyle \lambda \in \mathbb {C} } und einem dazugehörigen Eigenvektor {\displaystyle v\in \mathbb {C} ^{n}}. Dieses Eigenpaar kann man beispielsweise durch die Potenzmethode erhalten. Die Matrix {\displaystyle A} wird nun mittels der Ähnlichkeitstransformation
{\displaystyle B\colon {=}T^{-1}AT}
in eine Matrix {\displaystyle B} überführt. Die Transformationsmatrix {\displaystyle T} ist gegeben durch {\displaystyle T\colon {=}I-2{\tfrac {ww^{T}}{w^{T}w}}} mit {\displaystyle w=v+\|v\|_{2}e_{1}}, wobei {\displaystyle I} die Einheitsmatrix und {\displaystyle e_{1}\colon {=}{\begin{pmatrix}1&0&\ldots &0\end{pmatrix}}^{T}} ist. Diese spezielle Basistransformation ist eine Householdertransformation. Daher gilt {\displaystyle T=T^{-1}} und die Matrix {\displaystyle B} hat die Gestalt
{\displaystyle B={\begin{pmatrix}\lambda &b^{t}\\0&B_{1}\end{pmatrix}}}.
Diese Matrix hat dieselben Eigenwerte wie die Matrix {\displaystyle A}. Nun kann man wieder die Potenzmethode auf die Matrix {\displaystyle B_{1}} anwenden und erhält so iterativ alle Eigenwerte.

### Zahlenbeispiel
Sei 
{\displaystyle A={\begin{pmatrix}1&-1&3\\4&2&1\\3&1&9\end{pmatrix}}}
Durch die Potenzmethode erhält man {\displaystyle (\lambda _{1},v)=\left(10.22459,{\begin{pmatrix}0.2585012&0.3343480&0.9063049\end{pmatrix}}^{T}\right)} als Eigenpaar von {\displaystyle A}.
Nun berechnet man die Transformationsmatrix {\displaystyle T}. Es ist
{\displaystyle T=I-2{\frac {ww^{T}}{w^{T}w}}},
wobei {\displaystyle w=v+\|v\|_{2}e_{1}} ist.
Man erhält
{\displaystyle T={\begin{pmatrix}-0.258501&-0.3343480&-0.9063049\\-0.3343480&0.9111732&-0.2407795\\-0.9063049&-0.2407795&0.3473280\end{pmatrix}}}
und somit
{\displaystyle TAT={\begin{pmatrix}10.22459&3.5492494&0.5352000\\0&-1.5051646&-2.3002829\\0&1.7142389&0.2805751\end{pmatrix}}}
Die Eigenwerte der Matrix 
{\displaystyle C={\begin{pmatrix}-1.5051646&-2.3002829\\1.7142389&0.2805751\end{pmatrix}}}
sind {\displaystyle \lambda _{2}=-0.6122947+1.7737021i} und {\displaystyle \lambda _{3}=-0.6122947-1.7737021i} somit ist
{\displaystyle \sigma (A)=\{10.22459,-0.6122947+1.7737021i,-0.6122947-1.7737021i\}}